# ZYX Music
Pour les articles homonymes, voir ZYX.
ZYX Music est un label discographique allemand, situé à Merenberg. Il est fondé en 1971 par Bernhard Mikulski, crédité dans les années 1980 pour avoir la première fois utilisé le terme d'« Italo disco »,. Depuis le décès de Bernhard en 1997, son épouse Christa Mikulski a le contrôle de la société. Le label possède une impressionnante liste d'artistes à son catalogue.

## Histoire
ZYX est fondé en 1971 par Bernhard Mikulski dans la ville allemande de Merenberg. La société est initialement appelée Pop-Import Bernhard Mikulski jusqu'en 1992, date à laquelle il est remplacé par ZYX Music. Depuis son lancement, ZYX est l'un des labels les plus importants en Allemagne, notamment en termes de productions pop ayant atteint les classements musicaux. Le groupe opère également en Autriche, en Suisse, en Pologne, en France, en Angleterre, aux États-Unis et aux Pays-Bas.
Après le décès de Bernhard, à la suite d'un cancer, son épouse Christa Mikulski prend le contrôle de la société en 1997. Subsignal, un groupe de rock progressif, publie son premier album Beautiful and Monstrous en septembre 2008 sur Goldencore Records/ZYX Music.
En septembre 2012, le groupe Manilla Road signe au label Goldencore Records/ZYX Music. En octobre 2013, le groupe Exorcism signe au label. Rock'n'Growl Promotion annonce la sortie de leur premier album I Am God le 25 avril 2014. En décembre 2013, le groupe Kill Ritual et le groupe de hard rock allémano-danois Miracle Master signent, respectivement, également au label Goldencore Records/ZYX Music,. En avril 2014, le label signe le groupe de metal progressif Blackwelder qui publiera son album Survival The Fittest en début mai 2015.
Le 27 mai 2015, Gregor Minnig, le directeur de longue date et A&R de Zyx Music, annonce son départ de la société le 31 mai. Après 19 ans dans la société, Minning déclare : « C'est avec le cœur lourd que Zyx Music et moi avons décidé de nous séparer. J'ai côtoyé pendant de longues années des artistes, des partenaires commerciaux et des employés. À vous tous, je vous remercie pour les bons moments et toutes ces bonnes expériences. Mes remerciements vont à Christa Mikulski, dirigeante de Zyx Music. »